# Daniel Norris
Daniel David Norris (né le 25 avril 1993 à Johnson City, Tennessee, États-Unis) est un lanceur gaucher des Tigers de Détroit de la Ligue majeure de baseball.

## Carrière

### Blue Jays de Toronto
Daniel Norris est un choix de deuxième ronde des Blue Jays de Toronto en 2011. Avant la saison 2012, Norris apparaît au 91e rang du palmarès annuel des 100 meilleurs joueurs d'avenir dressé par Baseball America. La même publication le nomme parmi les lanceurs partants de sa première équipe d'étoiles pour la saison 2014, une année où Norris représente les Blue Jays en juillet au match des étoiles du futur à Minneapolis, et fait ses débuts avec Toronto.
Norris, un lanceur partant dans les ligues mineures, fait ses débuts dans le baseball majeur comme lanceur de relève pour Toronto le 5 septembre 2014 contre les Red Sox de Boston.
Norris effectue 5 départs pour Toronto en 2015. Il remporte sa première victoire dans les majeures le 9 avril 2015 sur les Yankees de New York puis encaisse plus tard une défaite. En 23 manches et un tiers lancées, il réussit 18 retraits sur des prises et sa moyenne de points mérités se chiffre à 3,86.

### Tigers de Détroit
Avec les lanceurs gauchers Matt Boyd et Jairo Labourt, Norris est le 30 juillet 2015 échangé aux Tigers de Détroit contre le lanceur gaucher étoile David Price.

## Vie privée
Sportif atypique, surfeur et passionné de camping, il vit modestement dans un microbus Volkswagen Westfalia de 1978.
En octobre 2015, Norris annonce qu'il ne montre plus aucun signe de cancer de la thyroïde après avoir subi avec succès une opération pour retirer une tumeur à la thyroïde découverte en mai précédent.